# Cary (Mississippi)
Cary é uma cidade  localizada no estado americano de Mississippi, no Condado de Sharkey.

## Demografia
Segundo o censo americano de 2000, a sua população era de 427 habitantes.
Em 2006, foi estimada uma população de 379, um decréscimo de 48 (-11.2%).

## Geografia
De acordo com o United States Census Bureau tem uma área de
1,9 km², dos quais 1,9 km² cobertos por terra e 0,0 km² cobertos por água. Cary localiza-se a aproximadamente 32 m acima do nível do mar.

## Localidades na vizinhança
O diagrama seguinte representa as localidades num raio de 36 km ao redor de Cary.